# Nicator à gorge grise
Nicator chloris
Espèce
Statut de conservation UICN

 LC  : Préoccupation mineure
Le Nicator à gorge grise (Nicator chloris) est une espèce de passereaux de la famille des Nicatoridae.